# Georg Wilhelm Steller

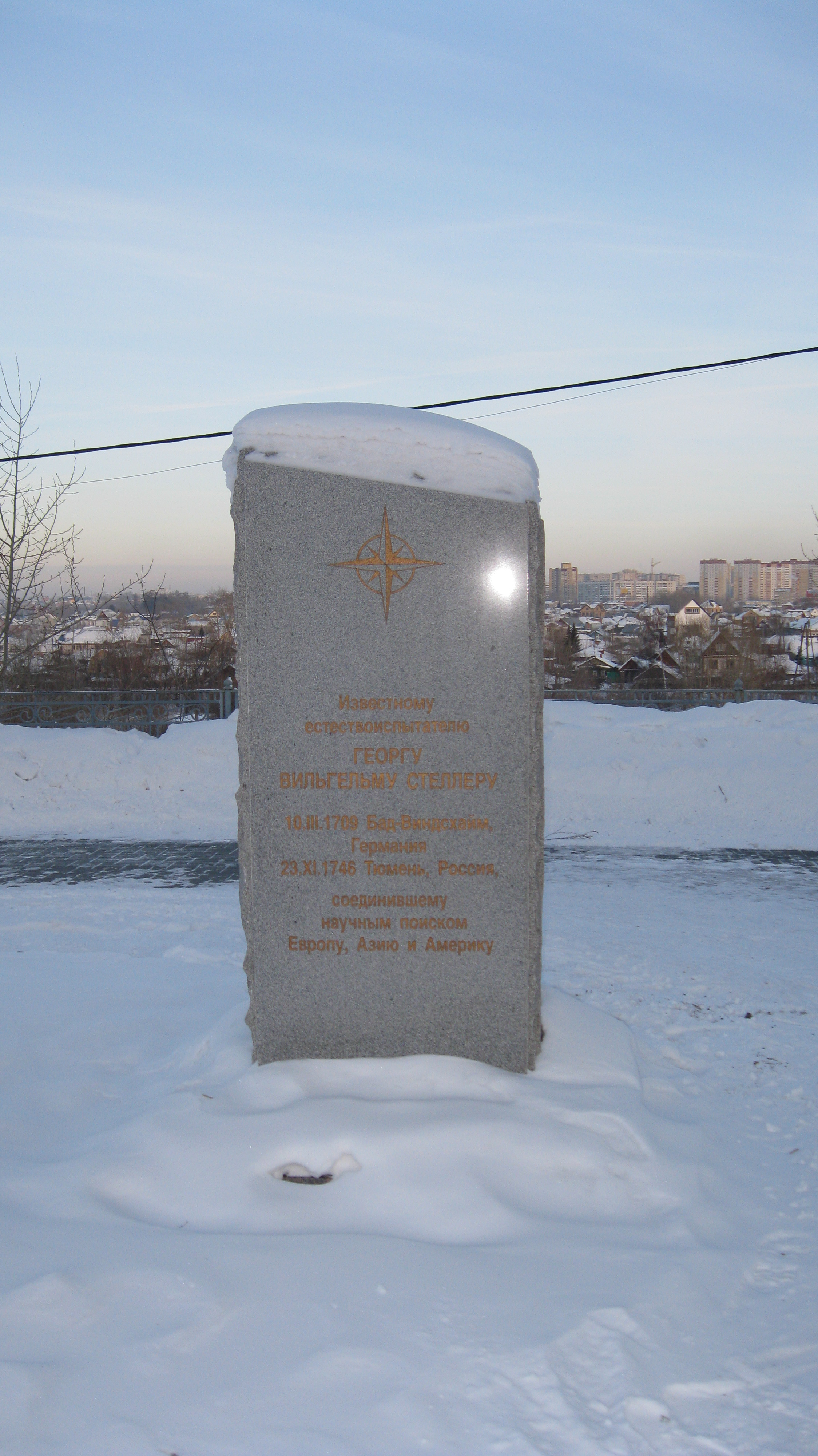
Gedenksteen voor Steller in 2009 opgericht in een park in Tjoemen, de plaats waar hij op 37 jarige leeftijd overleed.

Georg Wilhelm Steller (Bad Windsheim (Keurvorstendom Beieren), 10 maart 1709 - Tjoemen (West Siberië) 14 november 1746) was een Duitse arts en natuuronderzoeker. Hij heette eigenlijk Georg Wilhelm Stöller. Hij nam deel aan de Tweede Kamtsjatka-expeditie in opdracht van de Russische Tsaar onder leiding van de Deense ontdekkingsreiziger Vitus Bering.

## Biografie

### Jeugd en studieperiode
Georg Wilhelm was de zoon van de cantor en organist van de stadskerk en de middelbare school in Bad Windsheim bij Neurenberg. Hij studeerde eerst theologie in het Protestantse Wittenberg (stad). Zijn studiebeurs werd ingetrokken toen een grote brand in 1730 zijn woonplaats Bad Windsheim verwoestte. Zijn belangstelling lag echter niet bij de theologie, maar bij de geneeskunde en de natuurwetenschappen. Hij studeerde in Leipzig, Jena en Halle waar hij in contact kwam met het vak Ruslandkunde. Hij kreeg een baantje als privaatdocent in de plantkunde en deed in 1734 zijn artsexamen. In Pruisen zag hij geen mogelijkheid voor een carrière in de wetenschap. Omdat hij over weinig geld beschikte, aanvaardde hij in Danzig een baan als wondchirurg in het Russische leger. Hij kwam zo in Sint-Petersburg terecht. Hij veranderde zijn naam in Steller omdat dit voor de Russen makkelijker was uit te spreken.
Nog steeds met weinig geld bereikte hij in 1734 de Russische hoofdstad. Daar leerde hij in de botanische tuin de aartsbisschop Feofan Prokopowitsch kennen die hem introduceerde in wetenschappelijke kringen. In 1737 werd hij benoemd tot adjunct lid van de Academie van Wetenschappen.

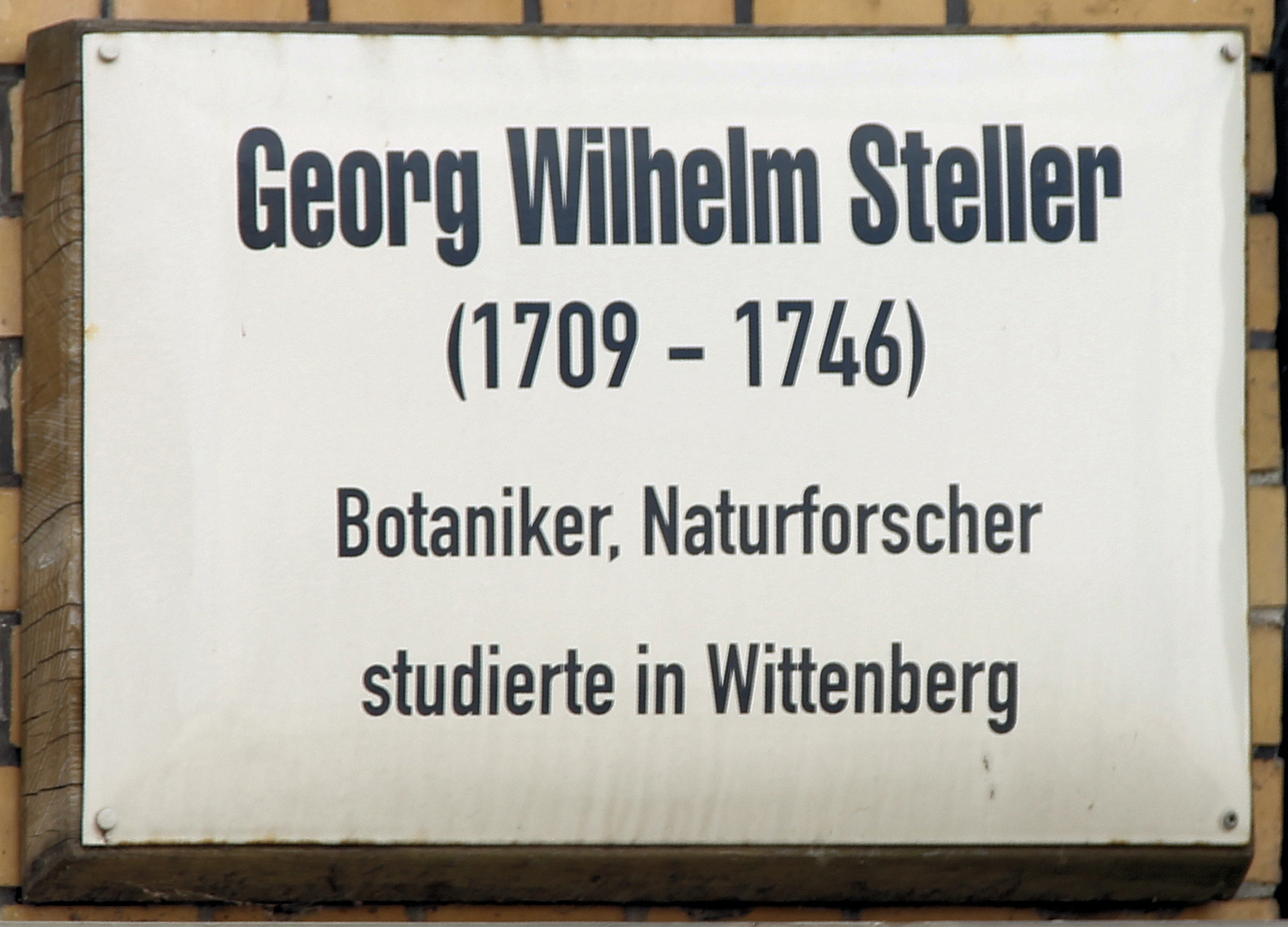
Gedenkplaat in Lutherstad Wittenberg.

### Deelnemer aan de Tweede Kamtsjatka-expeditie
Kort na deze benoeming werd hij op expeditie gestuurd naar Kamtsjatka. Hij werd aangenomen door professor Johann Georg Gmelin. In 1741 vertrokken de schepen vanuit Sint-Petersburg. De verhouding met expeditieleider Vitus Bering was echter beroerd en werd steeds slechter. Steller wilde bij het Kayak Island aan land gaan om daar uitgebreid onderzoek te doen, terwijl Bering alleen zoet water wilde innemen. Zo zetten de eerste Europeanen voet aan wal in Alaska.

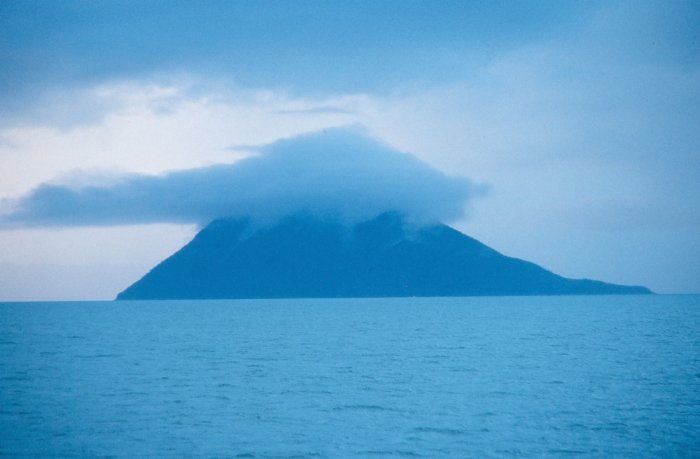
Kayak Island dec. 2005

Steller zou later sarcastisch opgemerkt hebben dat dit alleen maar was om Amerikaans water naar Azië te brengen. Hoewel hij maar tien uur de tijd kreeg, verzamelde hij 160 soorten planten en etnografische voorwerpen van de inheemse bevolking, de Aleoeten. De Aleoeten hielden zich overigens schuil in de begroeiing, er werd geen contact gelegd. Op de terugreis op 5 november 1741 strandde het schip van Bering op wat later Beringeiland zou gaan heten. Bering zelf overleed daar op 8 december van hetzelfde jaar. Er volgde een negen maanden durend verblijf, waarbij Steller zich ontpopte als een groot improvisator op het gebied van overlevingstechnieken. Een deel van de bemanning slaagde erin om een boot te bouwen uit de onderdelen van het gestrande schip en daarmee bereikten zij op 27 augustus 1742 Petropavlovsk-Kamtsjatski (Petrus en Paulusstad) in Kamtsjatka. Naast al deze ontberingen lukte het Steller om onderzoek te doen, daarbij ontdekte hij de Stellers zeekoe (Hydrodamalis gigas). Hij was de enige onderzoeker die ooit deze zeekoe zag, want die werd daarna door pelsjagers uitgeroeid.
Op Kamtsjatka bleef hij nog onderzoek doen tot hij in augustus 1744 met een grote voorraad verzameld materiaal richting Sint-Petersburg vertrok. Onderweg, in het voorjaar van 1745 moest hij echter in Irkoetsk terechtstaan omdat hij werd beschuldigd van wapenleveranties en het opstoken van de inheemse bevolking tegen het tsaristisch regiem. Hij werd vrijgesproken en reisde eind december, midden in de Siberische winter, verder. Hij werd onderweg ziek en wist met moeite Tjoemen te bereiken waar hij op 12 november 1746 overleed.

### Dieren genoemd naar Georg Wilhelm Steller

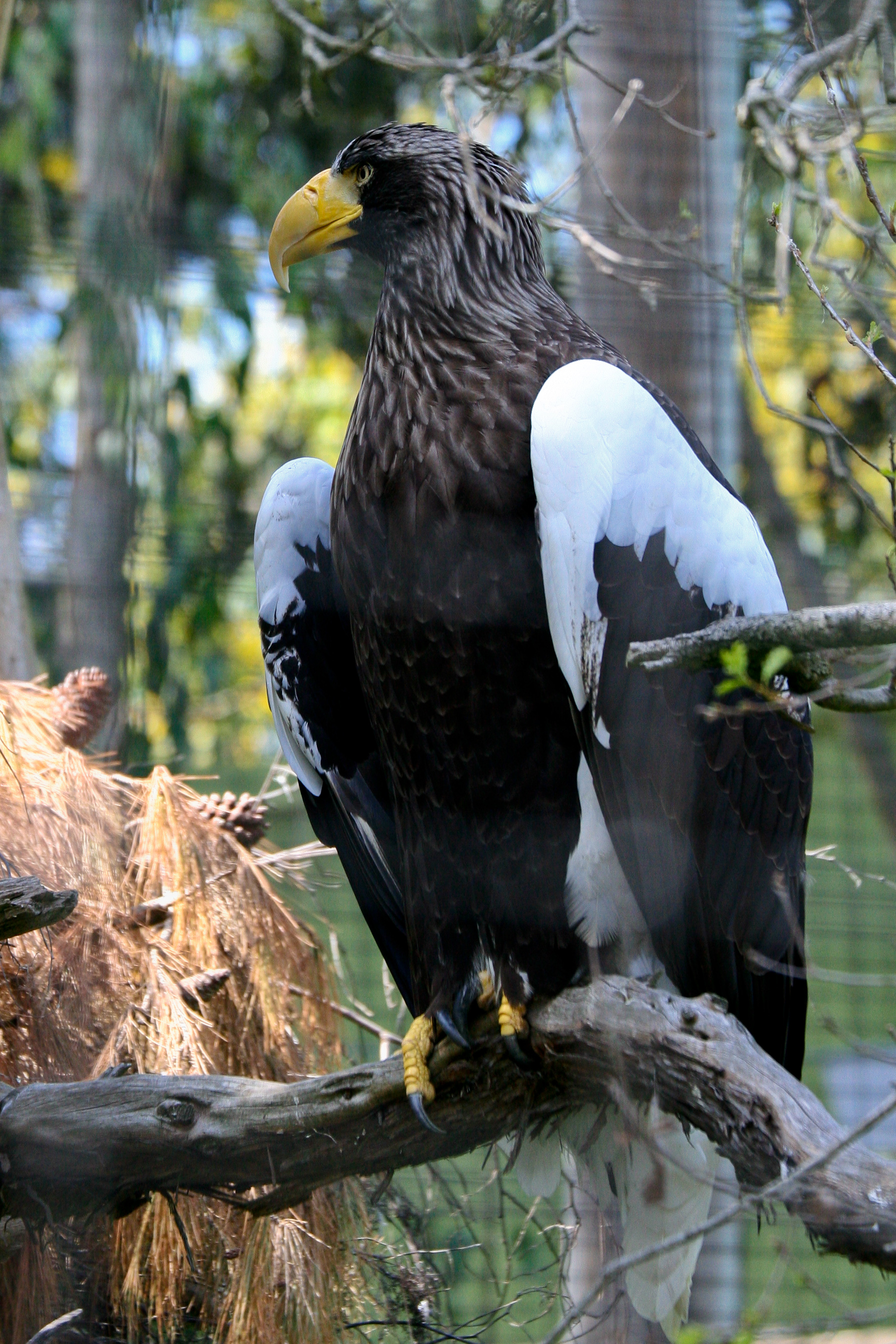
Stellers zeearend (Haliaeetus pelagicus)
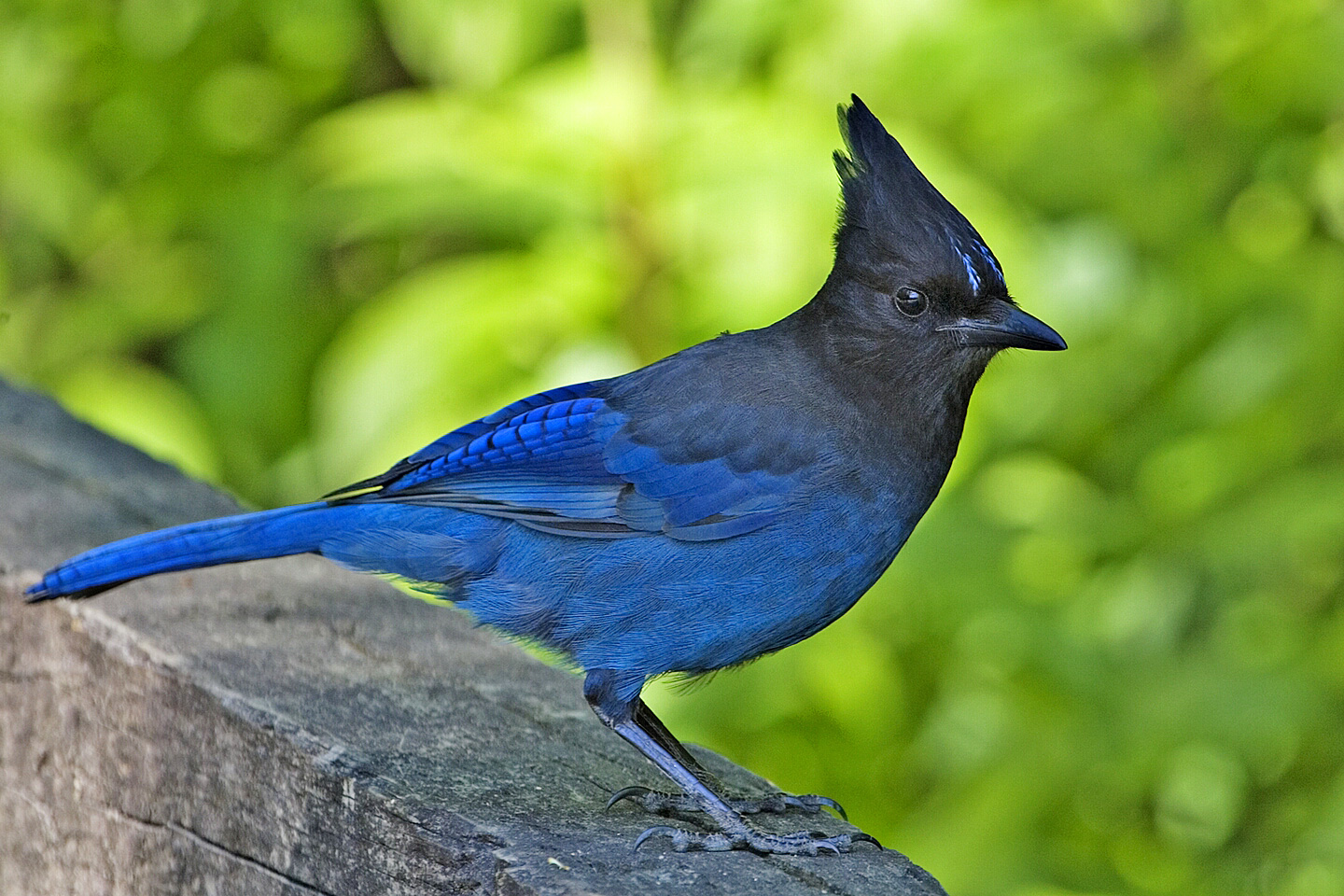
Stellers gaai (Cyanocitta stelleri)
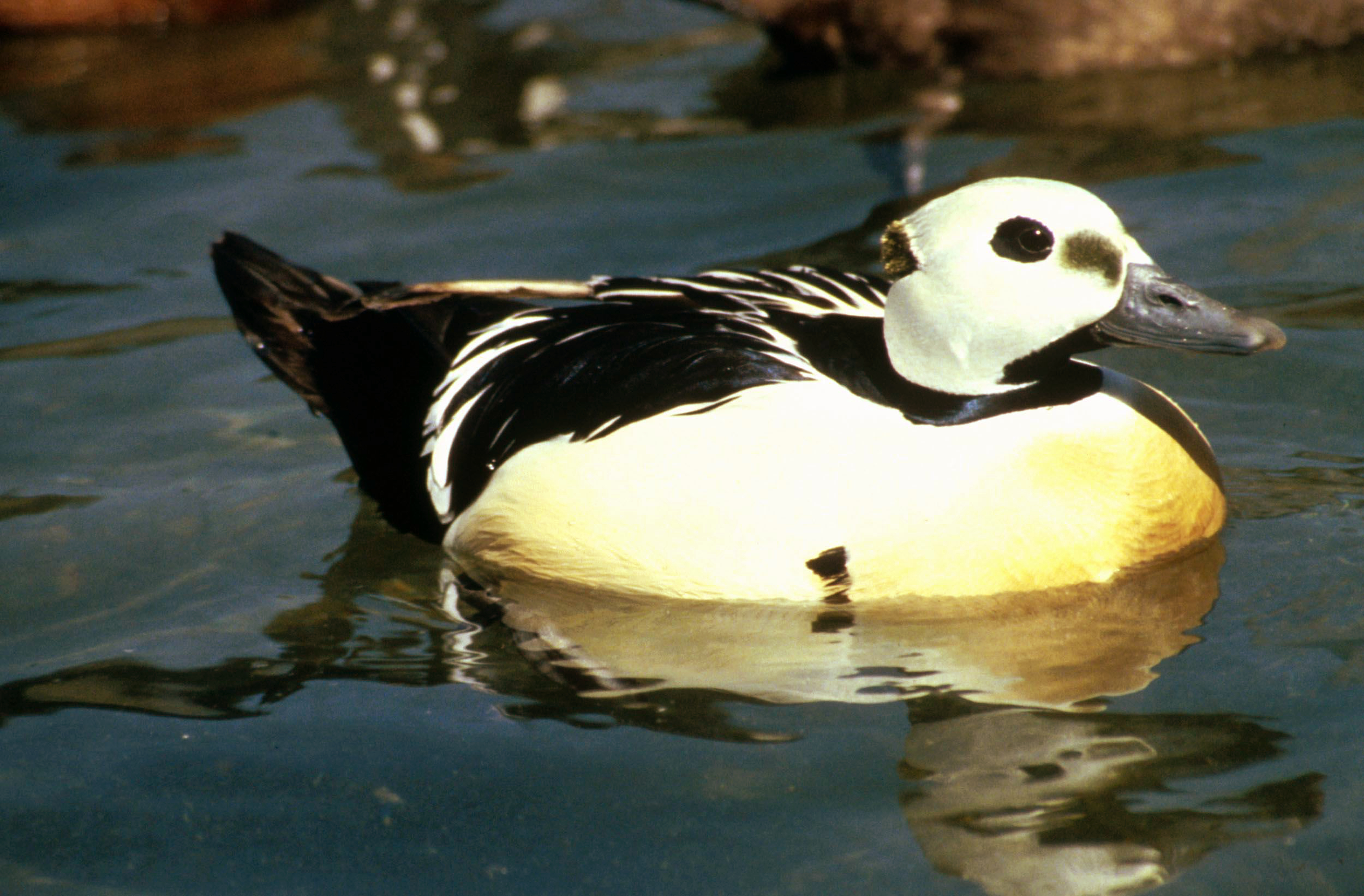
Stellers eider (Polysticta stelleri)
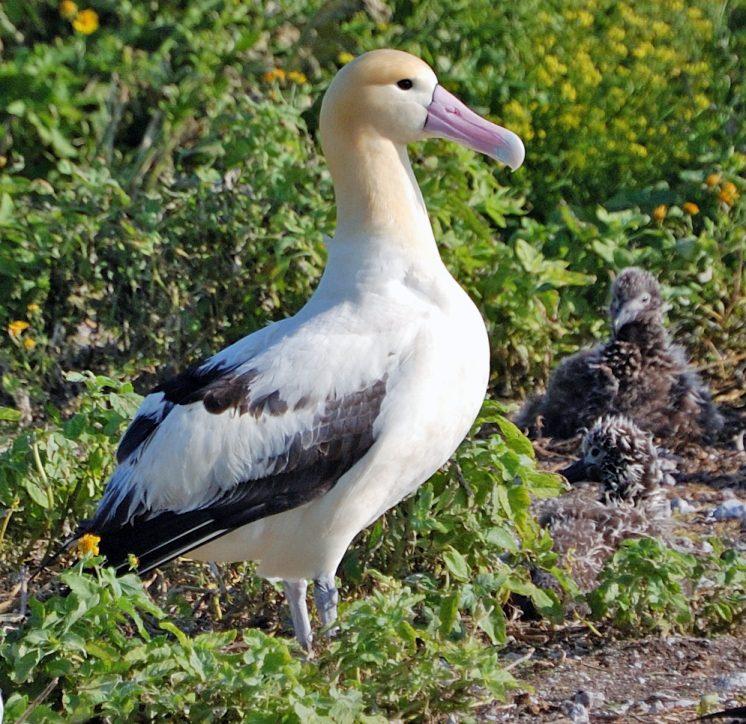
Stellers albatros (Phoebastria albatrus)
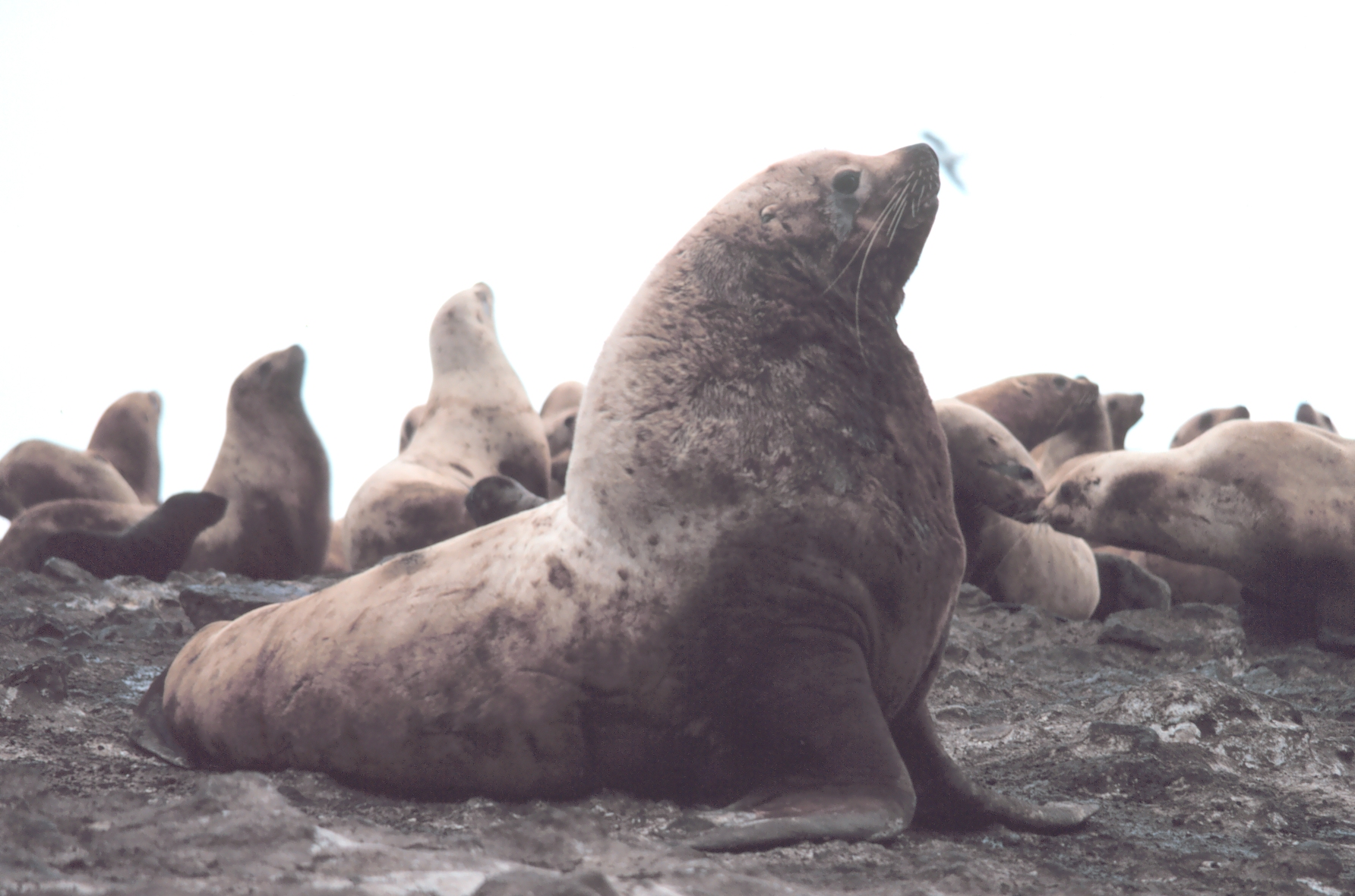
Stellerzeeleeuw (Eumetopias jubatus)
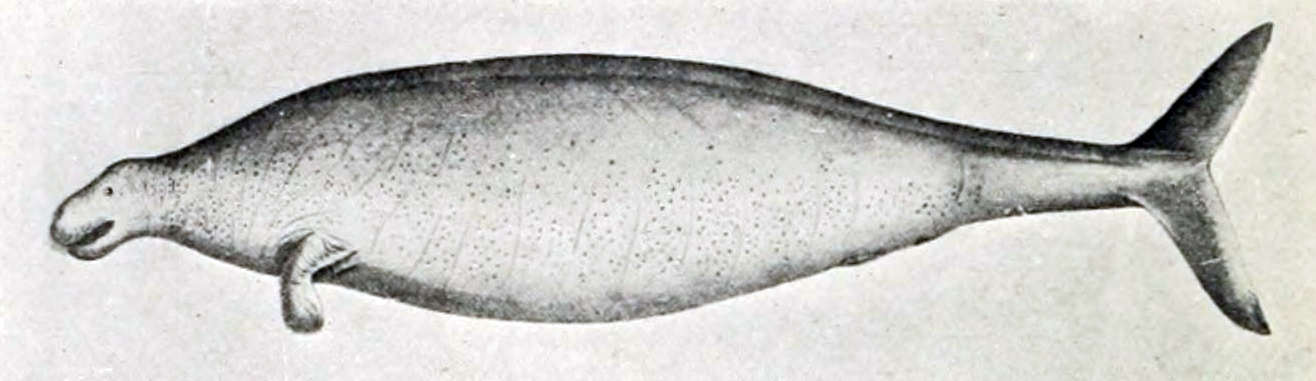
Stellers zeekoe (Hydrodamalis gigas) (uitgestorven; de schets is van Steller zelf)
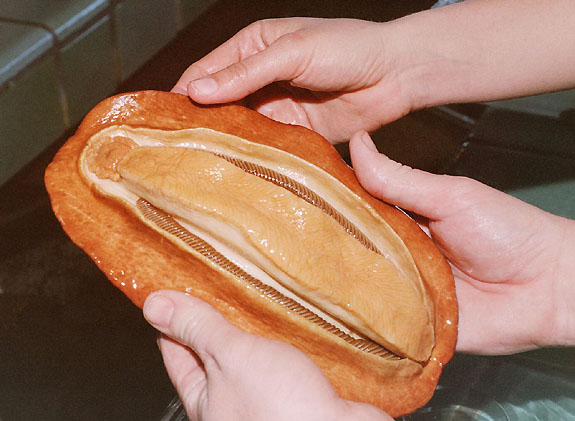
Reuzenkeverslak (Cryptochiton stelleri)

### Planten die naar Georg Steller zijn genoemd
- Een soort Alsem (Artemisia stelleriana)
- Geslacht Stellera (Thymelaeaceae)

- Bibsys: 90205293
- Bibliothèque nationale de France: cb123349094 (data)
- Author citation (botany): Steller
- CiNii: DA00924043
- Gemeinsame Normdatei: 118753401
- International Standard Name Identifier: 0000 0001 0861 2480
- Library of Congress Control Number: n84152520
- Nationale Bibliotheek van Letland: 000222434
- Bibliotheek van het Japanse parlement: 00457603
- Nationale Bibliotheek van Tsjechië: jn20031209003
- Nationale Bibliotheek van Israël: 987007278671905171
- Nationale en Universitaire bibliotheek Zagreb: 000106607
- Nederlandse Thesaurus van Auteursnamen: 075128977
- Réseau des bibliothèques de Suisse occidentale: 02-A003862490
- SNAC: w6ng77nm
- Système universitaire de documentation: 032291140
- Virtual International Authority File: 82162
- WorldCat: E39PBJpyhfGXhTVC6rGC4R384q